# North Rode
North Rode est une localité anglaise située dans le comté de Cheshire.